# DES
DES (Data Encryption Standard) е симетричен алгоритъм за криптиране, в който един и същ ключ се използва както за шифриране, така и за дешифриране на текста.
DES работи с 64-битови блокове от съобщенията. Алгоритъмът използва серия от стъпки за преобразуване на 64-те входящи в 64 изходящи бита.
В своя стандартен вид, алгоритъмът използва 64-битови ключове – 56 бита от които се избират случайно. Останалите 8 бита са за контрол по четност (по един за всеки 7-битов блок от 56-битовата случайна стойност). Алгоритъмът използва комбинация от нелинейни (S-блокове) и линейни (заменящи E, IP, IP-1) преобразования. DES има няколко режима:
- режим електронна кодова книга (ECB – Electronic Code Book),
- режим свързване на блокове (СВС – Cipher Block Chaining),
- режим обратна връзка по шифротекст (CFB – Cipher Feed Back),
- режим обратна връзка по изход (OFB – Output Feed Back).

В днешно време DES се използва широко в множество комерсиални приложения и може да бъде използван и в четирите режима: ECB, CBC, CFB и OFB. Обикновено работи в режим CBC или CFB.